# BeNe-league ijshockey 2016/17
De BeNe-league ijshockey 2016/17 was de tweede editie van deze competitie die gezamenlijk wordt georganiseerd door de Koninklijke Belgische IJshockey Federatie (KBIJF) en de Nederlandse IJshockey Bond (NIJB). In deze competitie wordt behalve om de competitietitel ook gestreden om de landstitels in beide landen. Voorheen geschiedde dit in de Belgische Elite league en de Nederlandse Eredivisie ijshockey.
De reguliere competitie met vier Belgische en tien Nederlandse clubs ging van start op zondag 2 oktober, zes dagen na de openingswedstrijd van het ijshockeyseizoen in Nederland om de Ron Bertelingschaal en een dag later dan de start van de NIJB bekercompetitie. De start van de bekercompetitie om de KBIJF beker, met de vier BeNe-leagueclubs als deelnemers, vond eveneens plaats op zaterdag 1 oktober.
Ten opzichte van het eerste seizoen ontbraken de Belgische clubs Olympia Heist op den Berg en Turnhout Tigers en de Nederlandse club Dordrecht Lions. Enige nieuwkomer in de competitie was GIJS Groningen.
De finale van de BeNe League ging dit jaar tussen UNIS Flyers Heerenveen, de verliezend finalist van het vorige seizoen, en Hijs Hokij Den Haag; ook de beide finalisten in de Final-4 om het Kampioenschap van Nederland waarin de Flyers hun negende titel behaalde. De Flyers schakelden in de halve finale Bulldogs Luik uit, Hokij versloeg hierin BeNe-league titelhouder REPLAY HYC Herentals. De Flyers zegevierden na vier duels in de best-of-5 serie.
Omdat de twee hoogst geëindigde Belgische teams, HYC Herentals en Bulldogs Luik, beiden in de halve finale werden uitgeschakeld speelden deze twee teams in het slotweekend van 25 en 26 maart twee extra duels om het Kampioenschap van België. Het kampioenschap werd beslist in de extra overtime. HYC Herentals prolongeerde de titel, hun twaalfde in totaal.
Het eerste team van Destil Trappers Tilburg, nam voor het tweede opeenvolgende seizoen niet deel aan deze competitie. Dit team speelde net als het vorige seizoen geheel buiten de Nederlandse grenzen; het team kwam uit in de Oberliga-Nord, op het derde niveau in het Duitse ijshockey. Wel nam het "toekomstteam" van deze club deel in de competitie.

## Competitie
Opzet
De opzet was dit tweede seizoen gelijk aan die van het vorige seizoen; dit was afwijkend van het oorspronkelijke plan bij de opzet van de BeNe League waarbij beoogd was om na afloop van het seizoen 2015/16 een "A-groep" (tussen de top-4 teams van beide groepen) en een "B-groep" (de overige teams) te creëren.
Er namen veertien teams aan deel, vier Belgische en tien Nederlandse. In de eerste fase waren deze veertien teams verdeeld in twee poules. Hier binnen werd een enkele competitie gespeeld (thuis-/uitwedstrijden), daarnaast speelde elk team eenmaal tegen elk team in de andere poule (thuis of uit). Het totaal behaalde punten uit deze 19 wedstrijden bepaalde de poule eindstand. Hierna volgde de knock-outfase tussen de top-4 van beide poules. In de kwartfinale kwamen de poule nummers 1 uit tegen de nummers 4 en de nummers 2 tegen de nummers 3 in een best-of-3, ook de halve finale werd beslist in een best-of-3. De finale werd beslist in een best-of-5.
Puntentelling
Een gewonnen wedstrijd leverde drie punten op. Bij een gelijkspel volgde een verlenging (3-tegen-3) van maximaal vijf minuten, eventueel gevolgd door een penalty shoot-out. Het team dat scoorde won de wedstrijd met één doelpunt verschil. De winnaar kreeg twee punten, de verliezer één punt.
Deelnemers
| Poule A                                  |                              | Poule B |
| ---------------------------------------- | ---------------------------- | ------- |
| Antwerp Phantoms                         | Bulldogs Luik                |         |
| KwadrO HYC Herentals                     | Chiefs Leuven                |         |
| AHOUD Devils Nijmegen                    | GIJS Groningen               |         |
| LummusLED Eindhoven Kemphanen            | Hijs Hokij Den Haag          |         |
| Silverdome Panters Zoetermeer            | Laco Eaters Limburg (Geleen) |         |
| Tilburg Trappers TT (toekomstteam)       | Red Eagles Den Bosch         |         |
| IJV Amstel Tijgers anno 1963 (Amsterdam) | UNIS Flyers Heerenveen       |         |

### Eindstanden
AW = aantal wedstrijden
WP = winstpartij (3 punten)
GW = gelijk en gewonnen na verlenging (2 punten)
GV = gelijk en verloren na verlenging (1 punt)
V = verloren partij (0 punten)
Pnt = totaal punten
v-t = doelpunten voor/tegen
| #  | Club                | AW   | W  | GW | GV | V  | Pnt | V-T     |
| -- | ------------------- | ---- | -- | -- | -- | -- | --- | ------- |
| 01 | HYC Herentals       | 18 * | 15 | 01 | 0  | 02 | 47  | 117-044 |
| 02 | Eindhoven Kemphanen | 18 * | 12 | 01 | 01 | 04 | 39  | 104-057 |
| 03 | Amstel Tijgers      | 19   | 10 | 01 | 02 | 06 | 34  | 084-083 |
| 04 | Zoetermeer Panters  | 19   | 08 | 01 | 01 | 09 | 27  | 070-073 |
| 05 | Tilburg Trappers TT | 19   | 05 | 03 | 01 | 10 | 22  | 078-084 |
| 06 | Phantoms Deurne     | 19   | 04 | 04 | 04 | 10 | 18  | 079-104 |
| 07 | Nijmegen Devils     | 19   | 01 | 0  | 04 | 14 | 07  | 042-106 |

| #  | Club           | AW | W  | GW | GV | V  | Pnt | V-T     |
| -- | -------------- | -- | -- | -- | -- | -- | --- | ------- |
| 01 | Flyers         | 19 | 16 | 01 | 0  | 02 | 50  | 126-036 |
| 02 | Hijs Hokij     | 19 | 15 | 0  | 0  | 04 | 45  | 109-043 |
| 03 | Bulldogs Luik  | 19 | 12 | 02 | 0  | 05 | 40  | 116-080 |
| 04 | Eaters Geleen  | 19 | 08 | 03 | 0  | 08 | 30  | 087-075 |
| 05 | Chiefs Leuven  | 19 | 05 | 02 | 01 | 11 | 18  | 065-123 |
| 06 | GIJS Groningen | 19 | 02 | 01 | 02 | 14 | 10  | 059-142 |
| 07 | Red Eagles     | 19 | 02 | 0  | 01 | 16 | 07  | 040-118 |

### Uitslagen
| Datum | Thuisteam      | Uitslag | Periodestanden | Uitteam        |
| ----- | -------------- | ------- | -------------- | -------------- |
| 08/10 | Kemphanen      | 9-2     | 3-1, 2-0, 4-1  | Devils         |
| 15/10 | Kemphanen      | 6-1     | 0-0, 3-0, 3-1  | Trappers TT    |
| 29/10 | Amstel Tijgers | 5-3     | 2-0, 3-0, 0-3  | Trappers TT    |
| 29/10 | Kemphanen      | 7-3     | 2-0, 2-2, 3-1  | Phantoms       |
| 29/10 | Panters        | 2-3     | 1-2, 1-0, 0-1  | Devils         |
| 04/11 | Trappers TT    | 4-5 nv  | 1-1, 1-2, 2-1  | Herentals      |
| 05/11 | Amstel Tijgers | 1-12    | 0-4, 1-3, 0-5  | Kemphanen      |
| 05/11 | Herentals      | 6-1     | 3-0, 1-1, 2-0  | Panters        |
| 06/11 | Phantoms       | 8-3     | 0-0, 5-1, 3-2  | Amstel Tijgers |
| 12/11 | Panters        | 7-3     | 3-2, 4-1, 0-0  | Amstel Tijgers |
| 13/11 | Herentals      | 10-4    | 3-1, 3-3, 4-0  | Phantoms       |
| 13/11 | Kemphanen      | 2-6     | 0-1, 1-3, 1-2  | Panters        |
| 19/11 | Panters        | 2-1     | 0-1, 2-0, 0-0  | Trappers TT    |
| 25/11 | Devils         | 2-5     | 1-1, 0-3, 1-1  | Herentals      |
| 26/11 | Amstel Tijgers | 5-4 nv  | 0-1, 1-1, 3-2  | Devils         |
| 26/11 | Phantoms       | 5-6 nv  | 2-0, 0-3, 3-2  | Trappers TT    |
| 02/12 | Trappers TT    | 10-3    | 3-1, 4-2, 3-0  | Devils         |
| 10/12 | Amstel Tijgers | 2-4     | 1-0, 1-0, 0-4  | Herentals      |
| 18/12 | Herentals      | 5-0     | 3-0, 2-0, 0-0  | Amstel Tijgers |
| 18/12 | Phantoms       | 0-6     | 0-1, 0-3, 0-2  | Panters        |
| 23/12 | Devils         | 2-8     | 0-4, 1-1, 1-3  | Kemphanen      |
| 23/12 | Trappers TT    | 9-8 np  | 4-1, 4-3, 0-4  | Phantoms       |
| 23/12 | Panters        | 0-5     | 0-1, 0-3, 0-1  | Herentals      |
| 07/01 | Kemphanen      | 8-6     | 4-2, 2-1, 2-3  | Herentals      |
| 08/01 | Trappers TT    | 1-4     | 0-0, 1-2, 0-2  | Kemphanen      |
| 13/01 | Devils         | 2-7     | 2-3, 0-3, 0-1  | Phantoms       |
| 20/01 | Devils         | 3-4 nv  | 0-1, 3-0, 0-2  | Panters        |
| 20/01 | Trappers TT    | 4-2     | 3-1, 0-1, 1-0  | Amstel Tijgers |
| 21/01 | Phantoms       | 1-3     | 1-2, 0-1, 0-0  | Kemphanen      |
| 22/01 | Amstel Tijgers | 7-4     | 2-3, 3-1, 2-0  | Phantoms       |
| 22/01 | Herentals      | 3-2     | 1-1, 1-0, 1-1  | Trappers TT    |
| 28/01 | Amstel Tijgers | 8-2     | 2-0, 5-1, 1-1  | Panters        |
| 29/01 | Herentals      | 10-2    | 3-1, 2-1, 5-0  | Devils         |
| 03/02 | Devils         | 2-3     | 1-1, 1-1, 0-1  | Amstel Tijgers |
| 04/02 | Panters        | 7-4     | 0-0, 3-1, 4-3  | Kemphanen      |
| 04/02 | Phantoms       | 3-5     | 1-0, 0-3, 2-2  | Herentals      |
| 17/02 | Devils         | 2-5     | 0-1, 2-1, 0-3  | Trappers TT    |
| 18/02 | Kemphanen      | 5-4 np  | 1-0, 1-2, 2-2  | Amstel Tijgers |
| 18/02 | Panters        | 7-3     | 1-0, 3-1, 3-2  | Phantoms       |
| 19/02 | Herentals      |         | 2-0, gestaakt  | Kemphanen      |
| 19/02 | Phantoms       | 5-4 np  | 1-1, 2-2, 1-1  | Devils         |
| 19/02 | Trappers TT    | 4-2     | 0-1, 4-1, 0-0  | Panters        |

| Datum | Thuisteam      | Uitslag | Periodestanden    | Uitteam    |
| ----- | -------------- | ------- | ----------------- | ---------- |
| 02/10 | Kemphanen      | 2-3     | 1-1, 1-1, 0-1     | Hokij      |
| 30/10 | Herentals      | 6-2     | 2-1, 2-1, 2-0     | Eaters     |
| 11/11 | Devils         | 0-6     | 0-2, 0-2, 0-2     | Hokij      |
| 11/11 | Trappers TT    | 6-5 nv  | 0-1, 3-1, 2-3     | Chiefs     |
| 12/11 | Phantoms       | 5-6 nv  | 2-2, 2-1, 1-2     | Eaters     |
| 18/11 | Trappers TT    | 4-7     | 2-2, 1-2, 1-3     | Bulldogs   |
| 19/11 | Kemphanen      | 5-0 r   | 4-0, 0-0 gestaakt | Chiefs     |
| 27/11 | Trappers TT    | 1-4     | 0-4, 1-0, 0-0     | Flyers     |
| 03/12 | Panters        | 1-7     | 0-2, 1-2, 0-3     | Eaters     |
| 09/12 | Devils         | 4-5 nv  | 0-1, 4-2, 0-1     | GIJS       |
| 10/12 | Panters        | 1-4     | 0-1, 0-2, 1-1     | Flyers     |
| 11/12 | Herentals      | 8-2     | 3-1, 2-1, 3-0     | Bulldogs   |
| 11/12 | Phantoms       | 1-9     | 0-, 0-5, 1-1      | Hokij      |
| 17/12 | Amstel Tijgers | 11-5    | 3-3, 4-1, 4-1     | Chiefs     |
| 18/12 | Devils         | 1-4     | 0-2, 1-2, 0-0     | Bulldogs   |
| 06/01 | Devils         | 1-5     | 1-1, 0-2, 0-2     | Flyers     |
| 07/01 | Panters        | 11-1    | 2-1, 2-0, 7-0     | Red Eagles |
| 08/01 | Herentals      | 4-1     | 2-0, 0-1, 2-0     | Hokij      |
| 13/01 | Amstel Tijgers | 3-4 nv  | 2-0, 0-2, 1-1     | Flyers     |
| 14/01 | Herentals      | 14-2    | 5-1, 5-0, 4-1     | GIJS       |
| 15/01 | Kemphanen      | 6-7 nv  | 2-1, 2-3, 2-2     | Bulldogs   |
| 15/01 | Phantoms       | 8-3     | 1-0, 5-2, 2-1     | GIJS       |
| 28/01 | Phantoms       | 3-2     | 1-0, 2-2, 0-0     | Red Eagles |
| 29/01 | Kemphanen      | 10-5    | 4-3, 1-0, 5-2     | GIJS       |
| 04/02 | Amstel Tijgers | 8-3     | 1-1, 5-1, 2-1     | Red Eagles |

| Datum | Thuisteam  | Uitslag | Periodestanden | Uitteam    |
| ----- | ---------- | ------- | -------------- | ---------- |
| 28/10 | Hokij      | 3-2     | 0-0, 1-0, 2-2  | Bulldogs   |
| 29/10 | Chiefs     | 2-1     | 0-0, 1-1, 1-0  | Red Eagles |
| 05/11 | Bulldogs   | 7-2     | 0-1, 5-1, 2-0  | Chiefs     |
| 05/11 | Flyers     | 5-1     | 2-0, 2-1, 1-0  | Eaters     |
| 05/11 | Red Eagles | 1-2     | 0-0, 1-0, 0-2  | GIJS       |
| 06/11 | Eaters     | 10-5    | 1-1, 3-3, 6-1  | Bulldogs   |
| 12/11 | Chiefs     | 7-2     | 2-2, 4-0, 1-0  | GIJS       |
| 12/11 | Flyers     | 3-2     | 1-2, 1-0, 1-0  | Bulldogs   |
| 19/11 | GIJS       | 2-7     | 0-3, 1-2, 1-2  | Bulldogs   |
| 20/11 | Eaters     | 1-3     | 0-1, 1-0, 0-2  | Hokij      |
| 25/11 | Hokij      | 10-0    | 3-0, 4-0, 3-0  | Chiefs     |
| 26/11 | Bulldogs   | 7-6     | 2-2, 3-2, 2-2  | Red Eagles |
| 27/11 | Chiefs     | 4-6     | 3-0, 1-3, 0-3  | Eaters     |
| 03/12 | Red Eagles | 1-9     | 0-3, 1-2, 0-4  | Flyers     |
| 04/12 | Eaters     | 4-3 nv  | 1-0, 2-0, 0-3  | Red Eagles |
| 10/12 | GIJS       | 4-5 nv  | 2-2, 2-2, 0-0  | Chiefs     |
| 16/12 | Hokij      | 4-1     | 1-1, 2-0, 1-0  | Red Eagles |
| 17/12 | GIJS       | 3-9     | 0-5, 3-3, 0-1  | Hokij      |
| 18/12 | Chiefs     | 3-6     | 1-2, 0-3, 2-1  | Flyers     |
| 18/12 | Eaters     | 7-6 nv  | 1-5, 3-0, 2-1  | GIJS       |
| 23/12 | Hokij      | 3-7     | 0-1, 1-3, 2-3  | Flyers     |
| 07/01 | Flyers     | 11-1    | 4-1, 3-0, 4-0  | GIJS       |
| 14/01 | Bulldogs   | 8-6     | 2-4, 3-1, 3-1  | Hokij      |
| 14/01 | Red Eagles | 0-8     | 0-1, 0-5, 0-2  | Eaters     |
| 21/01 | Bulldogs   | 7-5     | 5-1, 0-3, 2-1  | Eaters     |
| 21/01 | Flyers     | 2-3     | 1-1, 0-2, 1-0  | Hokij      |
| 21/01 | Red Eagles | 3-6     | 0-1, 3-2, 0-3  | Chiefs     |
| 22/01 | Chiefs     | 2-13    | 0-9, 1-2, 1-2  | Bulldogs   |
| 22/01 | Eaters     | 1-4     | 0-3, 0-0, 1-1  | Flyers     |
| 22/01 | GIJS       | 7-2     | 1-1, 1-0, 5-1  | Red Eagles |
| 28/01 | Chiefs     | 2-5     | 1-1, 1-2, 0-2  | Hokij      |
| 28/01 | GIJS       | 1-12    | 0-4, 1-4, 0-4  | Flyers     |
| 29/01 | Red Eagles | 1-7     | 0-3, 1-3, 0-1  | Bulldogs   |
| 03/02 | Hokij      | 8-2     | 2-1, 4-0, 2-1  | Eaters     |
| 04/02 | Bulldogs   | 11-4    | 6-2, 3-0, 2-2  | GIJS       |
| 04/02 | Flyers     | 16-2    | 5-0, 7-2, 4-0  | Chiefs     |
| 17/02 | Flyers     | 17-1    | 4-0, 7-0, 6-1  | Red Eagles |
| 17/02 | Hokij      | 11-0    | 3-0, 5-0, 3-0  | GIJS       |
| 18/02 | Bulldogs   | 4-3     | 3-1, 1-0, 0-2  | Flyers     |
| 18/02 | GIJS       | 2-7     | 1-1, 0-3, 1-3  | Eaters     |
| 18/02 | Red Eagles | 1-9     | 0-3, 0-3, 1-3  | Hokij      |
| 19/02 | Eaters     | 6-4     | 2-2, 1-2, 3-0  | Chiefs     |

| Datum | Thuisteam  | Uitslag | Periodestanden | Uitteam        |
| ----- | ---------- | ------- | -------------- | -------------- |
| 23/10 | Eaters     | 1-4     | 0-0, 0-2, 1-2  | Kemphanen      |
| 30/10 | Bulldogs   | 3-5     | 1-2, 1-1, 1-2  | Amstel Tijgers |
| 12/11 | Red Eagles | 5-2     | 3-0, 2-0, 0-2  | Trappers TT    |
| 19/11 | Red Eagles | 2-6     | 0-0, 1-4, 1-2  | Herentals      |
| 20/11 | Chiefs     | 5-4     | 3-2, 2-2, 0-0  | Devils         |
| 26/11 | Flyers     | 5-4     | 1-3, 2-1, 2-0  | Kemphanen      |
| 26/11 | GIJS       | 4-6     | 1-2, 1-2, 2-2  | Panters        |
| 02/12 | Hokij      | 7-1     | 2-1, 4-0, 1-0  | Panters        |
| 03/12 | GIJS       | 3-4     | 1-1, 1-1, 1-2  | Amstel Tijgers |
| 10/12 | Bulldogs   | 8-7 nv  | 4-1, 3-4, 0-2  | Phantoms       |
| 10/12 | Red Eagles | 2-5     | 0-3, 1-0, 1-2  | Kemphanen      |
| 11/12 | Chiefs     | 3-2 nv  | 1-0, 1-2, 0-0  | Panters        |
| 11/12 | Eaters     | 4-0     | 0-0, 3-0, 1-0  | Devils         |
| 17/12 | Flyers     | 4-1     | 1-1, 4-0, 2-0  | Phantoms       |
| 17/12 | Red Eagles | 4-1     | 0-0, 1-0, 3-1  | Devils         |
| 06/01 | Hokij      | 3-6     | 0-4, 1-0, 2-2  | Amstel Tijgers |
| 07/01 | Chiefs     | 6-3     | 2-0, 2-2, 2-1  | Phantoms       |
| 08/01 | Bulldogs   | 5-2     | 0-2, 2-0, 3-0  | Panters        |
| 15/01 | Eaters     | 7-4     | 5-0, 1-4, 1-0  | Trappers TT    |
| 15/01 | Flyers     | 5-2     | 2-1, 1-0, 2-1  | Herentals      |
| 27/01 | Hokij      | 6-0     | 0-0, 3-0, 3-0  | Trappers TT    |
| 29/01 | Eaters     | 2-4     | 1-2, 1-0, 0-2  | Amstel Tijgers |
| 05/02 | GIJS       | 3-6     | 0-1, 1-3, 2-2  | Trappers TT    |
| 18/02 | Chiefs     | 2-13    | 0-4, 1-6, 1-3  | Herentals      |

### Knock-outfase

#### Kwartfinale
De kwartfinale werd beslist in een best-of-3 serie. Het wedstrijdschema was vooraf als volgt bepaald: A1-B4 (= wedstrijd C1), A2-B3 (= C2), B1-A4 (= C3), B2-A3 (= C4). De hoogst geëindigde teams verkregen het thuisvoordeel.
|    | Datum | Thuisteam      | Uitslag | Periodestanden | Uitteam        |  |
| -- | ----- | -------------- | ------- | -------------- | -------------- |  |
| C1 | 04/03 | Herentals      | 5-0     | 1-0, 2-0, 2-0  | Eaters         |  |
| C1 | 05/03 | Eaters         | 1-5     | 1-0, 0-2, 0-3  | Herentals      |  |
| C1 |       |                |         |                |                |  |
| C2 | 04/03 | Bulldogs       | 5-3     | 2-1, 1-1, 2-1  | Kemphanen      |  |
| C2 | 05/03 | Kemphanen      | 3-9     | 1-1, 0-5, 2-3  | Bulldogs       |  |
| C2 |       |                |         |                |                |  |
| C3 | 03/03 | Flyers         | 7-1     | 4-1, 1-0, 2-0  | Panters        |  |
| C3 | 04/03 | Panters        | 2-4     | 0-2, 1-2, 1-0  | Flyers         |  |
| C3 |       |                |         |                |                |  |
| C4 | 03/03 | Hokij          | 5-3     | 2-1, 2-0, 1-2  | Amstel Tijgers |  |
| C4 | 05/03 | Amstel Tijgers | 4-3 nv  | 0-1, 1-2, 2-0  | Hokij          |  |
| C4 | 07/03 | Hokij          | 9-3     | 3-1, 3-1, 3-1  | Amstel Tijgers |  |

#### Halve finale
De halve finale werd beslist in een best-of-3 serie. Het wedstrijdschema was vooraf als volgt bepaald; winnaars C1-C4 en C2-C3. Het thuisvoordeel verkreeg het team met de beste score uit de onderlinge resultaten in de competitiefase.
| Datum | Thuisteam | Uitslag | Periodestanden | Uitteam   |
| ----- | --------- | ------- | -------------- | --------- |
| 10/03 | Hokij     | 4-3     | 1-1, 1-1, 2-1  | Herentals |
| 12/03 | Herentals | 3-5     | 1-0, 1-1, 1-4  | Hokij     |
|       |           |         |                |           |
| 11/03 | Flyers    | 8-3     | 1-1, 3-2, 4-0  | Bulldogs  |
| 12/03 | Bulldogs  | 5-6 nv  | 0-3, 2-1, 3-1  | Flyers    |

#### Finale
De finale werd beslist in een best-of-5 serie. Flyers verkreeg het thuisvoordeel op basis van de onderlinge resultaten tegen Hokij (7-3, 2-3) in poule B.
| Datum | Thuisteam | Uitslag | Periodestanden | Uitteam |
| ----- | --------- | ------- | -------------- | ------- |
| 18/03 | Flyers    | 4-3 nv  | 2-0, 1-2, 0-1  | Hokij   |
| 19/03 | Hokij     | 5-3     | 1-1, 2-3, 3-0  | Flyers  |
| 22/03 | Flyers    | 4-3     | 2-1,1-0, 1-2   | Hokij   |
| 24/03 | Hokij     | 1-4     | 0-2, 1-2, 0-0  | Flyers  |

## Landskampioenschap van België
De twee hoogst geëindigde clubs in de BeNe League waren de halvefinalisten Herentals en Bulldogs (ook de finalisten van de op 11 februari in Luik gespeelde finale van de Belgische ijshockeybeker welke door Herentals voor de elfde keer werd veroverd middels een 7-4 overwinning). Zij moesten hierdoor alsnog in twee duels strijden om het predicaat "Kampioen van België". Het kampioenschap werd beslist in een extra overtime. HYC Herentals prolongeerde de titel, hun twaalfde in totaal.
| Datum | Thuisteam | Uitslag | Periodestanden | Uitteam   | Info                                    |
| ----- | --------- | ------- | -------------- | --------- | --------------------------------------- |
| 25/03 | Bulldogs  | 8-4     |                | Herentals |                                         |
| 26/03 | Herentals | 7-4     | 2-2, 4-0, 1-2  | Bulldogs  |                                         |
| 26/03 | Herentals | 3-1     |                | Bulldogs  | beslissende extra overtime (20 minuten) |

## Landskampioenschap van Nederland
Dit seizoen werd het landskampioenschap beslist in de "Final-4", een mini-toernooi dat tussen de twee hoogst geëindigde clubs per poule. Deze wedstrijden vonden plaats in ijsstadion Thialf te Heerenveen voorafgaand aan de knock-outfase in de Be-Ne League. UNIS Flyers Heerenveen prolongeerde de titel, de negende in totaal, eerdere titels werden in zeven opeenvolgende jaren van 1977-1983 behaald.
|              | Datum | Thuisteam | Uitslag | Periodestanden | Uitteam        |
| ------------ | ----- | --------- | ------- | -------------- | -------------- |
| Halve finale | 25/02 | Kemphanen | 1-4     | 0-1, 1-2, 0-1  | Hokij          |
| Halve finale | 25/02 | Flyers    | 7-1     | 5-1, 0-0, 2-0  | Amstel Tijgers |
|              |       |           |         |                |                |
| 3e/4e plaats | 26/02 | Kemphanen | 7-8 nv  | 3-2, 2-2, 2-3  | Amstel Tijgers |
| Finale       | 26/02 | Flyers    | 5-2     | 1-2, 2-0, 2-0  | Hokij          |